# Еленинка
Еле́нинка (Еле́нинское) — село в Карталинском районе Челябинской области России. Центр Еленинского сельского поселения. 

## Географическое положение
Село находится в южной степной части Челябинской области, на юго-западной оконечности Джабык-Карагайского бора. Юго-восточнее села протекает вытекающая из бора река Зингейка. Севернее проходит участок Магнитогорск — Карталы Южно-Сибирской магистрали. Ближайшая железнодорожная станция Джабык Южно-Уральской ЖД находится в 9 км к северо-востоку от села.

## Население
| 2002 | 2010 |
| ---- | ---- |
| 904  | ↗994 |

## Уроженцы
Родина известного советского снайпера Героя Советского Союза Василия Григорьевича Зайцева (1915—1991).